# Богомолов, Геннадий Александрович
Геннадий Александрович Богомолов (род. 1 июня 1934) — российский общественный и государственный деятель.
Окончил училище по специальности фрезеровщик. К 1963 году поменял 14 мест работы.
С 1963 по январь 1990 года фрезеровщик на заводе «Ленполиграфмаш».
Высококвалифицированный специалист: перевыполнял сменные задания в 3-4 раза. Лауреат Государственной премии СССР (1978 — за высокую эффективность и качество работы на основе комплексного совершенствования процессов машиностроительного производства), награждён двумя орденами Трудового Красного Знамени.
Герой фильма «Ищу соперника» (1978, сц. В. С. Четкарёв, реж. Н. Н. Воронин, оп. Э. Ф. Шинкаренко).
Член КПСС с 1974 года, за активную политическую позицию дважды (в 1987 и в 1989) исключался из партии.
Во время «перестройки» — один из лидеров Ленинградского Народного фронта и рабочего движения.
Выдвинут кандидатом в народные депутаты СССР конференцией трудового коллектива Физико-технического института им. А. Ф. Иоффе АН СССР 23.01.89, но не был утверждён избирательной комиссией.
Народный депутат РСФСР и РФ (1990—1993), член Комиссии по национально-государственному устройству и межнациональным отношениям.
По истечении срока депутатских полномочий вернулся в Санкт-Петербург, снова работал фрезеровщиком в АО «Полиграфмаш». Вышел на пенсию не раньше ноября 2021 года.